# Мечиславська сільська рада
| Мечиславська сільська рада — орган місцевого самоврядування у Благовіщенському районі Кіровоградської області з адміністративним центром у с. Мечиславка. Сільській раді підпорядковані населені пункти: - с. Мечиславка |

## Склад ради
Рада складалася з 12 депутатів та голови.

### Керівний склад ради
| ПІБ                          | Основні відомості                                                                | Дата обрання | Дата звільнення |
| ---------------------------- | -------------------------------------------------------------------------------- | ------------ | --------------- |
| Нетеплюк Олена Олександрівна | Сільський голова, 1959 року народження, освіта, член Української Народної Партії | 26.03.2006   | 31.10.2010      |
| Нетеплюк Олена Олександрівна | Сільський голова, 1959 року народження, освіта середня спеціальна, позапартійна  | 31.10.2010   |                 |

Примітка: таблиця складена за даними джерела

## Населення
За переписом населення України 2001 року в сільській раді мешкало 840 осіб.

### Мова
Розподіл населення за рідною мовою за даними перепису 2001 року:
| Мова       | Відсоток |
| ---------- | -------- |
| українська | 98,34 %  |
| російська  | 1,19 %   |
| білоруська | 0,24 %   |
| гагаузька  | 0,12 %   |
| молдовська | 0,12 %   |